# 多喜浜村
多喜浜村（たきはまむら）は、愛媛県新居郡にあった村。現在の新居浜市の北東端にあたる。

## 地理
- 海洋 : 燧灘
- 岬 : 唐猫鼻
- 河川 : 阿島川、荷内川

## 歴史
- 1889年（明治22年）12月15日 - 町村制の施行により、阿島村・多喜浜村・黒島浦の区域をもって発足。
- 1953年（昭和28年）5月3日 - 新居浜市に編入。同日多喜浜村廃止。

## 地名の由来
次の二説がある。
- 新居浜市史によると「享保8年の大飢饉に際し西条藩は難民救済のため元締天野喜四郎をして享保18年（1733年）塩田開発に着手せしめ、領内難民を就業させて救済米を支給し汐留に成功したので多喜浜と命名」したことから、多くの難民が喜んで働いた浜という意味から多喜浜としたのではないかという説。
- 新居郡誌に「二代城主[1]松平頼渡は普請奉行の多良尾介之丞と天野喜四郎の二人の名より一一浜分も含め、ここに多喜浜と命名したのは享保18年のことであった・・・」とあるので、普請奉行二人の名より「多」と「喜」をとり多喜浜とした説。

多良尾介之丞は多喜浜塩田史に見当たらないのでどちらが正しいかはわからない。

## 交通

### 鉄道路線
村域を日本国有鉄道の予讃本線（現・予讃線）が通過したが、駅は所在しなかった。多喜浜駅は隣接する神郷村に所在。

## 出身著名人
- 加藤正恵（貴族院多額納税者議員）